# Dear (Mrs. GREEN APPLEの曲)
「Dear」（ディア）は、日本のロックバンド・Mrs. GREEN APPLEの楽曲。2024年5月20日にユニバーサルミュージック内のレーベル・EMI Recordsより配信限定でリリースされた。

## 概要
2024年4月17日、新曲「Dear」が、6月14日公開の映画『ディア・ファミリー』主題歌に決定。映画の主題歌を手掛けるのは、同年リリースの8th配信シングル「ナハトムジーク」以来となる。また同日、本楽曲が使用された映画の予告映像が公開された。

本楽曲の起用にあたって、ボーカル・大森は以下のようにコメントしている。
本作は全て実話ということで、すべての出来事の先にバルーンカテーテルが生まれたと考えるととても感慨深いです。目の前にある現実の大きさは計り知れないものですが、家族の皆さんの絆の強さを感じて胸がキュッとなりました。
事前に資料をいただき、拝見してから楽曲を制作したのですが、凄く泣けました。とてつもないエネルギーや生きる活力のようなものをいただきました。

主題歌の「Dear」は、壮大でさわやかな印象ですが、地に足がついて芯が一つ通っているような楽曲です。歌詞も今まで表現したことないようなワードが入っているので、そこにもぜひ注目してください。
5月13日、本楽曲が同月20日に10th配信シングルとしてリリースされることが発表された。また同日、本楽曲のコンテンツカレンダーが公開された。連日、本楽曲のカバーアートやコンセプトフォト、ティザームービーなどが公開された。5月20日、本楽曲のリリースとともに公開されたミュージック・ビデオでは、2019年リリースの「インフェルノ」以来約5年ぶりとなるバンド編成での演奏シーンが取り入れられた。
12月18日、本楽曲がBillboard JAPANチャートにおけるストリーミングの累計再生回数1億回を突破したと発表された。本楽曲で20曲目のストリーミング累計1億回再生突破となった。

## テレビ披露
| 番組名                   | 放送局         | 出演日        | 備考 |
| ------------------------ | -------------- | ------------- | --- |
| CDTV ライブ! ライブ!     | TBSテレビ系列  | 2024年5月27日 | フルサイズでの歌唱。 |
| ミュージックステーション | テレビ朝日系列 | 2024年6月14日 | 「Dear」「コロンブス」の2曲を披露予定であったが、「Dear」「青と夏」に変更された。 「コロンブス (曲)#ミュージックビデオ」参照。 |
| 2024 FNS歌謡祭 夏        | フジテレビ系列 | 2024年7月3日  | |